# صروة (الظهار)

تعديل مصدري - تعديل

صروة محلة تابعة لقرية بيوت العدن، التابعة لعزلة الحوج القبلي بمديرية الظهار إحدى مديريات محافظة إب في الجمهورية اليمنية.، بلغ تعداد سكانها 278 حسب تعداد اليمن لعام 2004.